# Танковий переговорний пристрій

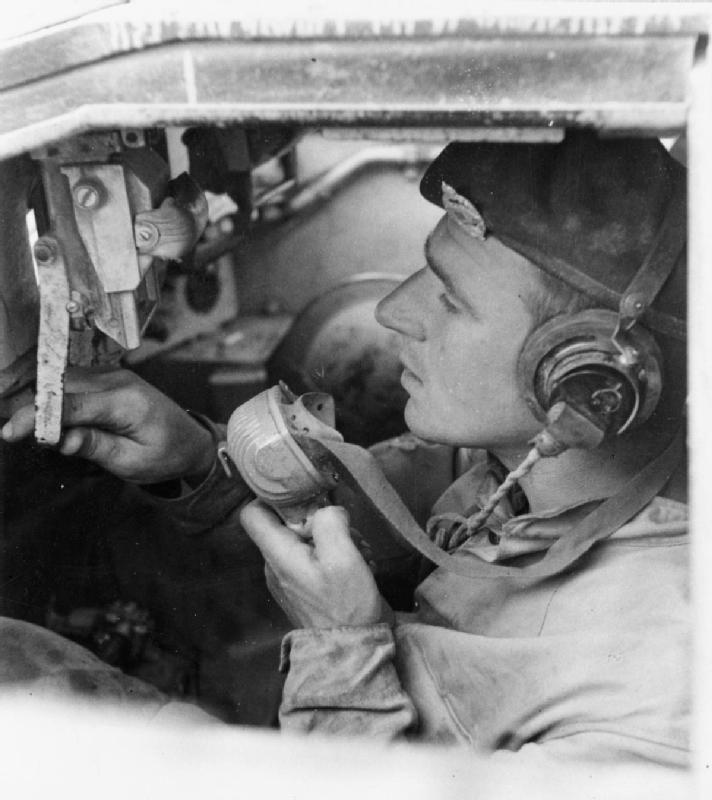
Британський військовик веде переговори за допомогою танкового переговорного пристрою всередині танку «Валентайн». Північно-Африканська кампанія.

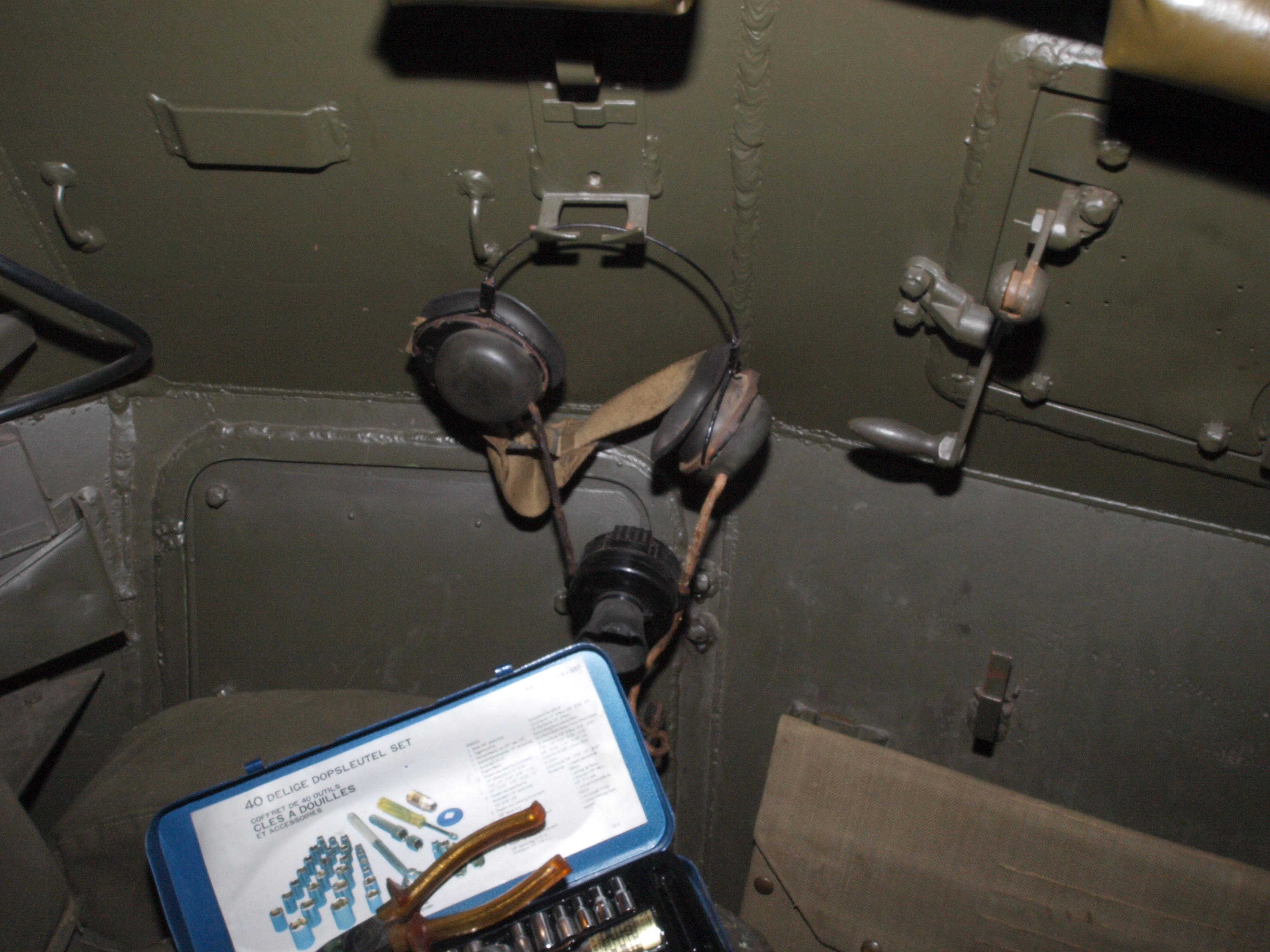
Навушники ТПП в комплекті канадського бронеавтомобіля Lynx Scout Car часів Другої світової війни

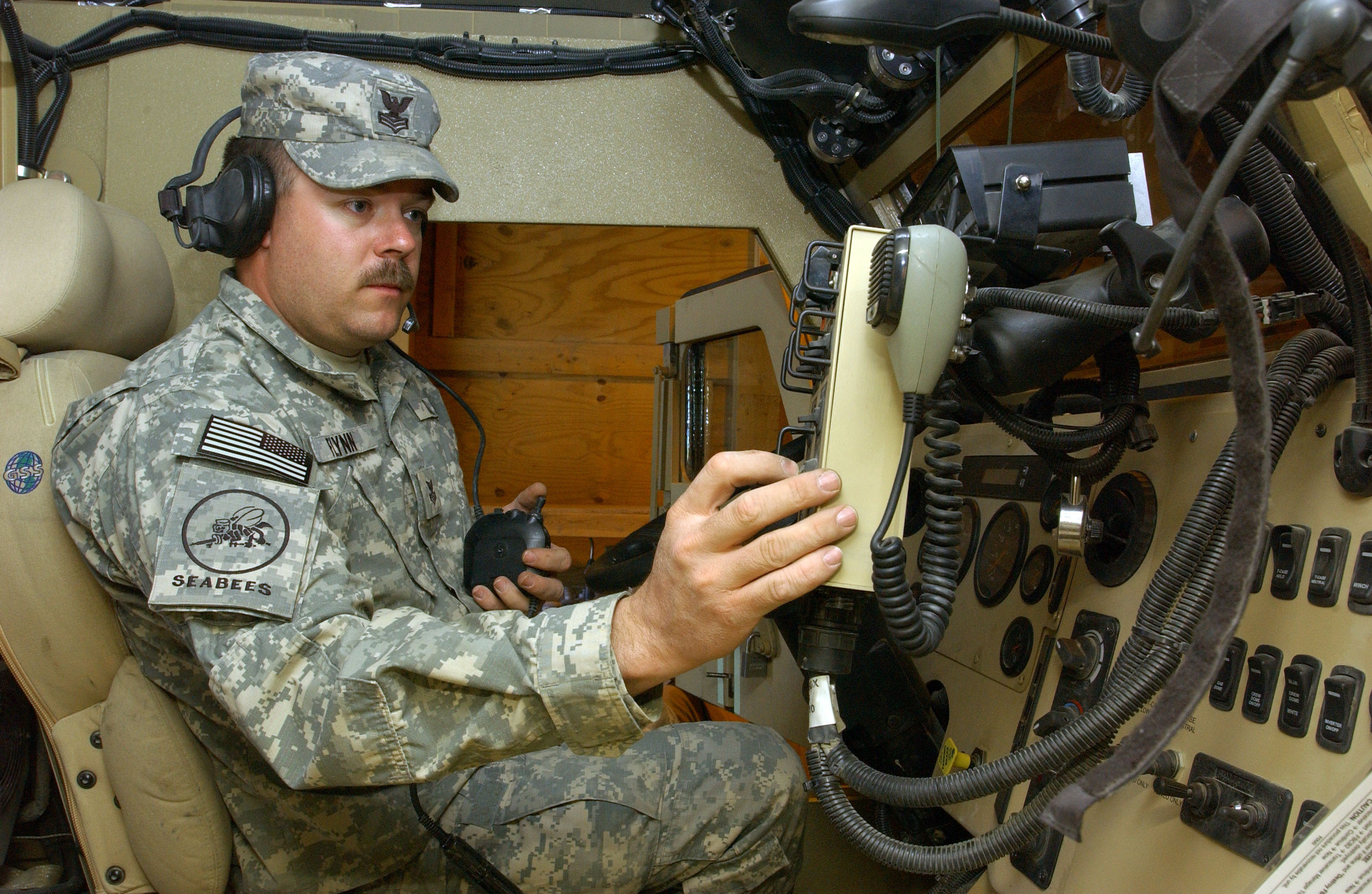
Американський петті-офіцер I класу здійснює налаштування апаратури зв'язку в MRAP. Пактика, ISAF. 19 березня 2010

Танковий переговорний пристрій — система внутрішнього зв'язку бойових броньованих машин (танків, бронетранспортерів, бойових машин піхоти та десанту тощо), призначена для передачі мовних повідомлень між членами екіпажу та комутації будь-якого з них на зовнішній зв'язок, а також для зв'язку з командиром можливого піхотного десанту на танку.

## Зміст
Командування і управління танком (танками) на полі бою завжди було специфічною проблемою, особливо у сфері комунікацій, але в сучасних арміях ці проблеми частково вирішені за рахунок мережевих, інтегрованих систем, які полегшують зв'язок і сприяють кращій обізнаності у ситуації.

### Системи зв'язку у першій половині XXст.
Броньовані перегородки, шум двигуна, ворожа місцевість, пилюка та дим, і необхідність діяти злагоджено у складі підрозділу серйозно заважали питанням чіткої організації управління та призводили до відчуття ізоляції у невеликих танкових підрозділах, індивідуальних бронемашинах та екіпажів танка. За часів Першої світової війни для посилання до штабів рапортів про стан справ використовували поштових голубів, яких випускали через оглядові щілини, а зв'язок між танками здійснювався за допомогою ручних та світлових сигналів, семафорних прапорців (які використовувалися Червоною армією навіть протягом Другої світової війни) чи вербально, якщо дозволяла відстань, а в середині бойової машини за рахунок переговорних труб або голосом чи знаками.
У Червоній армії, в 1934 році, була прийнята на озброєння перша танкова радіостанція 71-ТК-1, до комплекту якої входив танковий переговорний пристрій телефонного зв'язку, з оптичним викликом. Танкові переговорні пристрої, якими оснащувалися всі радіофіковані танки, випускалися в декількох варіантах: ТПУ-2, ТПУ-3 і ТПУ-4 — за кількістю абонентів; модифікації з літерою «Р» у назві мали у складі апарат радиста, призначений для спільної роботи з однією з танкових радіостанцій. На середньому танку Т-28 з екіпажем з шести танкістів застосовувався танковий переговорний пристрій ТПУ-6 на всіх членів екіпажу, а на важкому танку Т-35 з екіпажем з одинадцяти чоловік використовувалося спеціальний переговорний пристрій СПУ-7р на сім абонентів. Надалі на оснащення танків та бронетранспортерів надходили найдосконаліші танкові переговорні пристрої, що застосовувалися в роки Другої світової війни: ТПУ-3-Біс і ТПУ-3-Біс-Ф для середніх і ТПУ-4-Біс і ТПУ-4-Біс-Ф — для важких танків. До складу пристроїв цього типу входили підсилювач ТПУ, три або чотири абонентських апарати і шоломофони з ларингофонами типу ЛТ-2 і телефонами ТТ. У перші повоєнні роки використовувалася також модифікація ТПУ-4-Біс-Ф-26.
У післявоєнний час, розвиток новітніх танкових радіостанцій призвів до одночасного удосконалення нових танкових переговорих пристроїв, що встановлювалися в комплекті з ними. У 1954 році на озброєння Радянської армії надійшла нова станція Р-113, що йшла в комплекті з ТПУ Р-120, що забезпечував зв'язок між членами екіпажу і можливість виходу на зовнішній зв'язок через радіостанцію, а також забезпечувався зв'язок з абонентами, що перебували зовні танка, найчастіше — командиром танкового десанту. У конструкції Р-120 також були введені танкові шоломофони з електромагнітними ларингофонами.
У 1960 разом з радіостанцією Р-123 був прийнятий на озброєння і почав серійно випускатися з 1961 року ТПУ Р-124, розроблений на напівпровідникових приладах з підвищеною механічною та радіаційною стійкістю.
Станцією цього типу разом з ТПП оснащувалися також гусеничні бронетранспортери БТР-50, а також пізні версії колісних бронетранспортерів: БТР-60ПБ і БТР-70 з радіостанцією Р-123 або Р-123М. БТР-80 вже оснащувався радіостанцією Р-173, з ТПУ Р-174 на п'ятьох членів екіпажу — командира, механіка-водія, баштового стрільця і двох мотострільців-кулеметників.

### Сучасні системи зв'язку
На сучасному полі битви внутрішній зв'язок та з'єднання з радіомережею забезпечує інтерком, вбудований у шолом, а на деяких танках зовнішній передавач, встановлений позаду танка, забезпечує зв'язок з піхотою.
Сучасна доктрина «мережево-центричної війни» полягає в збільшенні об'єднання даних з різних військових об'єктів (з системи контролю вогню, лазерних далекомірів, глобальної системи позиціонування (GPS) та розвідування місцевості через надійне військове електронне обладнання) з мережею поля бою для відображення усієї відомої інформації про ворожі цілі та дружні підрозділи на моніторах бойових та командирських машин, що беруть участь у бою.
Дані датчиків можуть надходити від сусідніх танків, літаків, безпілотних літальних апаратів чи (в майбутньому) піхоти. Це удосконалить обізнаність командира танку у ситуації та його можливість управляти танком на полі бою, знаходити та знищувати цілі. На додачу до полегшення проблеми рапортування через автоматичний запис усіх наказів і дій, накази посилаються мережею з текстом та графічними зображеннями.